# Кабинет графа Бьюта
Кабинет графа Бьюта — британское правительство премьер-министра графа Бьюта, которое пришло к власти в 1762 году, после расформирования министерства Питта-Ньюкасла и кратковременного существования кабинета Бьюта-Ньюкасла. В годы своего правления министерство Питта-Ньюкасла успешно вело войну с Францией, однако в  1760 году королём стал Георг III, который не любил Питта. Он ввёл в правительство своего фаворита лорда Бьюта, который не смог договориться с Питтом, и тот подал в отставку. Тогда Бьют объединился с Ньюкаслом, но в 1762 году герцога Ньюкасла вынудили подать в отставку, и все его сторонники были выведены из правительства (Событие, известное как Избиение невинных пелхамитов).
Министерство Бьюта заключило Парижский мир с Францией в 1763 году, что вызвало возмущение британского общества. По его репутации ударило и введение непопулярного налога на сидр. Бьют устал от политической жизни, и покинул пост как только нашёл себе замену. Сначала он хотел передать правительство Генри Фоксу, но тот отказался, и тогда было решено назначить премьер-министром Джорджа Гренвилла. Тот опасался, что Бьют будет закулисно влиять на политику короля, и возглавил правительство только после того, как король удалил от себя Бьюта.

## Падение министерства Питта-Ньюкасла
С 1756 года у власти находилось правительство герцога Девоншира, но основные решения принимали Уильям Питт (госсекретарь) и герцог Ньюкасл, поэтому это правительство так же называют Правительством Питта-Ньюкасла. В 1760 году королём стал Георг III, который не любил ни Питта, ни Ньюкасла, и в марте 1761 года ввёл в правительство своего фаворита, тори, графа Бьюта.  Питт был недоволен отношениями Бьюта и Ньюкасла, он сомневался в способностях Бьюта, и ему не нравились предложенные Бьютом условия мирного договора с Францией. В октябре 1761 Питт подал в отставку. Новый состав кабинета стали называть Правительством Бьюта-Ньюкасла. Но вскоре (26 мая 1762 года) Ньюкасл подал в отставку из-за разногласий по поводу отношений с Пруссией. В ноябре сам Девоншир оказался в конфликте с королём и тот отправил его в отставку.

## Состав кабинета
- Первый лорд казначейства, Лидер палаты лордов — граф Бьют (1763—1765)
- Канцлер казначейства — лорд Диспенсер[англ.] (1762—1763)
- Государственный секретарь Южного департамента — Граф Эгремонт[англ.] (1762—1763)
- Государственный секретарь Северного департамента — граф Гренвилл (1762)
  - граф Галифакс[англ.] (1763)
- Лорд-канцлер — Хенли, Роберт, 1-й граф Нортингтон[англ.] (1762—1763)
- Лорд-председатель Совета — граф Гренвилл (1762—1763)
  - герцог Бедфорд (1763)
- Лорд-хранитель Малой печати — герцог Бедфорд (1762—1763)
- Первый лорд Адмиралтейства — граф Галифакс[англ.] (1762)
  - граф Гренвилл (1762—1763)
- Генерал-фельдцейхмейстер — Джон Лигонье (1762—1763)
- Казначей армии, Лидер палаты общин  — Генри Фокс (1762—1763)
- Лорд-камергер — герцог Девоншир (1762)
  - герцог Мальборо (1762—1763)

### Статьи
- John L. Bullion. Security and Economy: The Bute Administration's Plans for the American Army and Revenue, 1762-1763 (англ.) // The William and Mary Quarterly. — Omohundro Institute of Early American History and Culture, 1988. — Vol. 45, iss. 3. — P. 499-509.